# Gressey
Gressey település Franciaországban, Yvelines megyében. Lakosainak száma 539 fő (2022. január 1.). Gressey Saint-Lubin-de-la-Haye, Boissets, Civry-la-Forêt, Houdan és Richebourg községekkel határos.

## Népesség
A település népességének változása:
| Lakosok száma | 554  | 548  | 559  | 545  | 544  | 544  | 542  | 541  | 539  |
|               | 2013 | 2015 | 2016 | 2017 | 2018 | 2019 | 2020 | 2021 | 2022 |